# Pobegi
Pobegi este o localitate din comuna Koper, Slovenia, cu o populație de 1.011 locuitori.